# Андроник Дука Каматир
Андроник Дука Каматир (на средногръцки: Ἀνδρόνικος Δούκας Καματηρός) е византийски аристократ, държавник и богослов от средата на XII век, автор на богословския трактат „Свещено всеоръжие“ (Ἱερὰ Ὁπλοθήκη).
Андроник Дука Каматир е роден около 1110 г. Син е на севаста Григорий Каматир – човек със скромен произход и добро образование, който заема висши държавни длъжности при управлението на Алексий I и Йоан II Комнин – и на Ирина Дукина (ок. 1093 – 1123). По майчина линия Андроник се родее с управляващата династия, тъй като за майка му се предполага, че е била племенница на императрица Ирина Дукина – вероятно дъщеря на протостратора Михаил Дука, който е брат на императрицата. Тесните роднински връзки на Каматир с Дукините се потвърждават от няколко различни източника, в които той е назован с двойното име Каматир и Дука – най-вече в стиховете на Георги Скилица, посветени на трактата „Свещено всеоръжие“, и в една епиграма на Теодор Продром, посветена на икона, притежавана от Андроник.
Близкото родство на Андроник с императосрското семейство – по майчина линия той е втори братовчед на император Мануил I Комнин – му гарантира израстване в дворцовата йерархия – получава титлата севаст, а през средата на 50-те години вече е препозит за молбите (ὁ ἐπὶ τῶν δεήσεων, епи тон деисеон) – дворцов чиновник, отговорен за писмата до императора. След това Андроник Дука Каматир се издига до най-висшите магистратски длъжности в империята – епарх на Константинопол (1157 – 1161) и велик друнгарий на виглата (1166 – 1176). През 1161 г. Дука Каматир е част от дипломатическа мисия, изпратена в Антиохийското княжество, за да ескортира втората съпруга на императора – Мария Антиохийска, до Константинопол. Изтъкнат богослов, Андроник Дука Каматир играе важна роля в провеждането на императорската политика в областта на църковните дела: той не само редактира и предава императорския спор с латинските кардинали, поместен в неговото „Свещено всеоръжие“, но през 1173 г. е натоварен и с прилагането на императорския декрет за отсъстващите епископи.
Андроник Дука Каматир е имал няколко деца, но са известни имената само на три от тях:
- Василий Дука Каматир, велик логотет на дрома при Исак II Ангел;
- Теодора Дукина Каматирина, омъжена за великия дука Михаил Стрифно;
- Ефросина Дукина Каматирина, византийска императрица, съпруга на император Алексий III Ангел.[8]

Точната година на смъртта му е неизвестна, но се предполага, че Андроник Дука Каматир умира през 1180 г.